# Chalermpong Kerdkaew
Chalermpong Kerdkaew (tiếng Thái: เฉลิมพงษ์ เกิดแก้ว, sinh ngày 7 tháng 10 năm 1986), còn được biết với tên đơn giản Ball (tiếng Thái: บอล), ผลอบลสด là một cầu thủ bóng đá người Thái Lan thi đấu ở vị trí trung vệ. Anh giành chức vô địch Giải bóng đá Ngoại hạng Thái Lan năm 2008.

## Sự nghiệp quốc tế
Chalermpong có tên trong đội hình của huấn luyện viên trưởng Milovan Rajevac thi đấu Vòng loại giải vô địch bóng đá thế giới 2018 vào tháng 6 năm 2017.

## Danh hiệu

### Quốc tế
Thái Lan
- Cúp Nhà vua Thái Lan (1): 2017

### Câu lạc bộ
Buriram United (PEA FC)
- Giải bóng đá Ngoại hạng Thái Lan (1): 2008
- Cúp Hiệp hội Bóng đá Thái Lan (1): 2012
- Cúp Liên đoàn Bóng đá Thái Lan (1): 2012

Buriram
- Regional League Division 2 (1): 2010
- Thai Division 1 League (1): 2011